# Plantofa

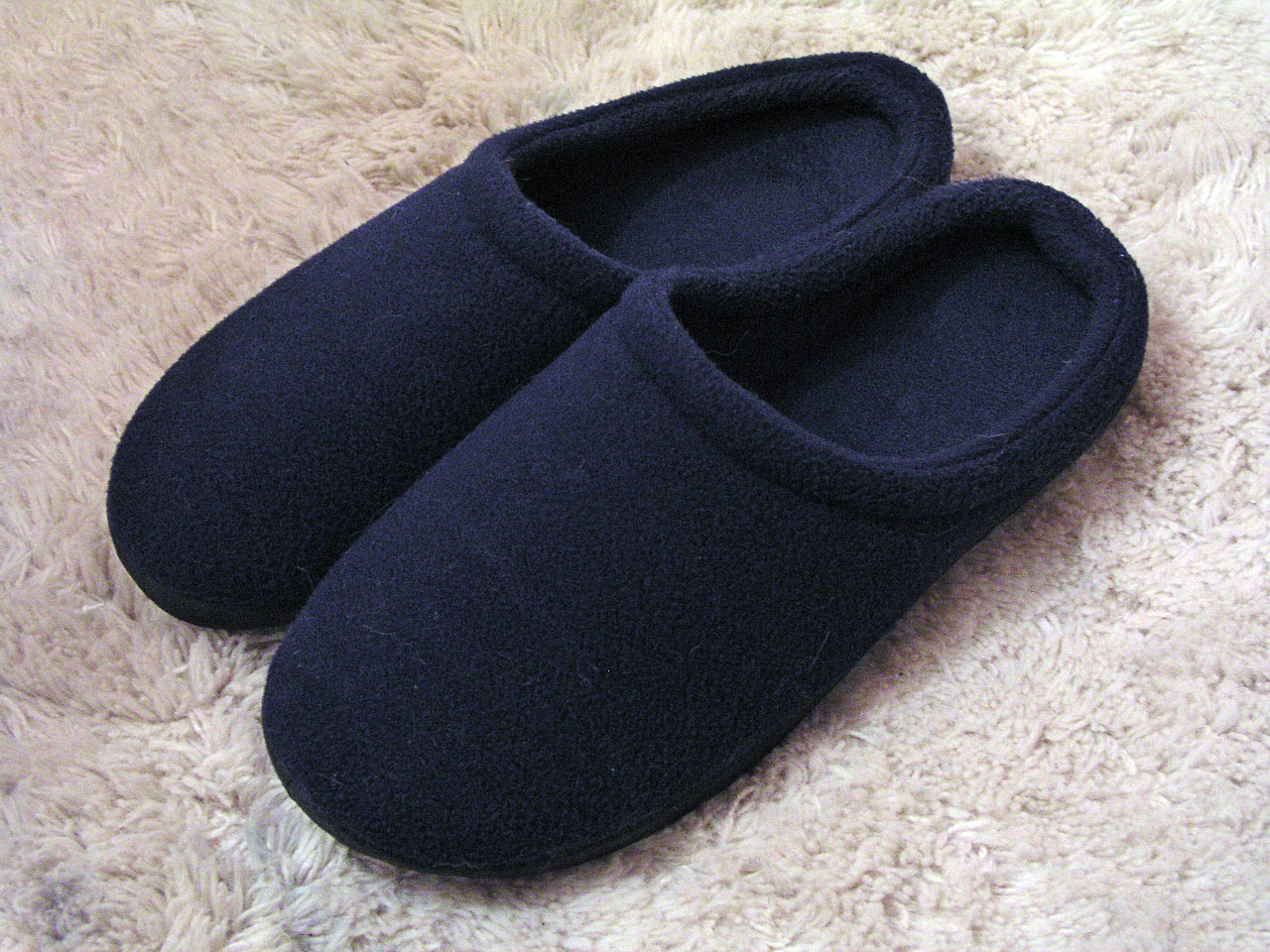
Un parell de plantofes de taló baix.

Les  plantofes, xoquins, xarracs o  sabatilles  són un tipus de calçat lleuger i suau d'ús domèstic.
Generalment les plantofes, tenen soles fines i flexibles, amb dibuixos poc profunds per prevenir relliscades en sòls llisos. En canvi, les sabates i botes són en general són fetes de cuir, lona, plàstic o goma, i solen tenir les soles dures.
Les plantofes poden tenir la forma d'una sabata (per ficar els peus per dalt), o poden no tenir taló, de manera que el peu pot entrar des del darrere. Les plantofes poden tenir molts dissenys de colors -personatges de dibuixos animats, estampats i animals s'empren normalment per decorar aquest tipus de calçat.

## Tradició

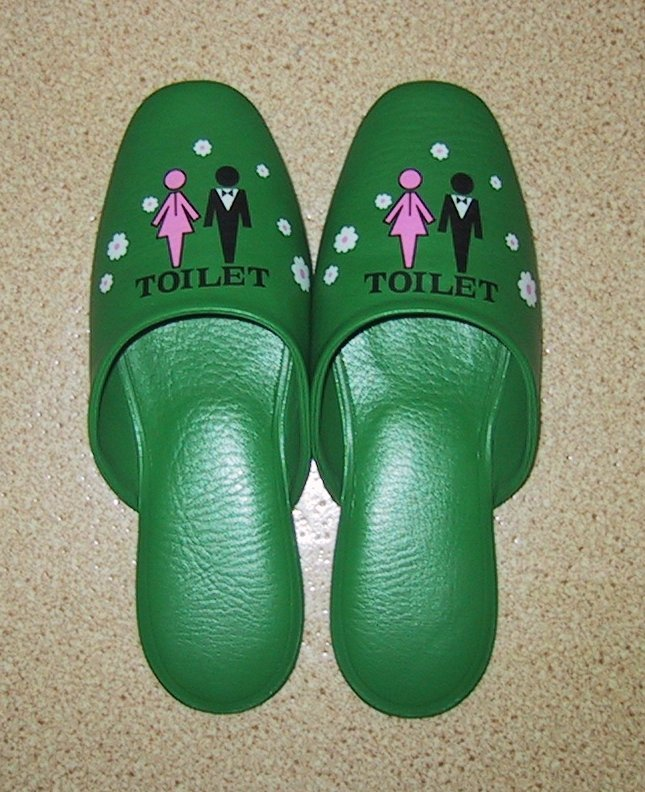
Un parell de plantofes 'de neteja'.

Al Japó, un tipus de modernes plantofes va evolucionar de les fabricades a l'era Meiji (1868 al 1912). Els japonesos estaven acostumats a treure les sabates abans d'entrar a casa i posar-se unes plantofes a l'entrada (aquest no és el cas de les cultures occidentals, on les plantofes normalment eren usades en arribar la nit). Per als japonesos això era un problema quan els estrangers sense saber o seguint els seus costums entraven a les cases amb les sabates posades. Per això, plantofes especials es van fabricar per als estrangers que se les col·locaven sobre de les seves sabates per mantenir els interiors de la casa nets. L'ús d'aquestes plantofes està tan estès que tant ciutadans com gaijin els utilitzen. Les plantofes 'de neteja' donen una petita demarcació entre les àrees considerades netes i les que no són netes a la casa.
De fet, les plantofes s'havien desenvolupat ja molt abans a l'Índia. Un oficial de la Dinastia Song, Zhou Qu Fei (1135-1189), de Quanxi, una província Xina, va descriure al seu llibre "Ling Wai Dai Da", dos tipus de plantofes que va veure en Jiaozhi (ara Vietnam). Tots dos tipus tenien en la part de baix cuir, una d'elles tenia, en la part de davant, un petit pal d'una polzada de llarg amb forma de xampinyó, la gent portava aquestes plantofes subjectant-les amb els dits. L'altre tipus de plantofa tenia una coberta creuada de pell sobre la part de dalt de la sola de cuir. Zhou va observar que aquestes plantofes eren exactes a les dels peus dels arhat d'alguns quadres. A més es va adonar que la gent de Kulam al sud de l'Índia portaven un tipus de plantofes vermelles que eren exactament iguals a les dels arhats dels quadres.

## Àlies
El terme plantofa pot ser intercanviat amb el de sabatilla. Però en la pràctica, les plantofes es solen usar exclusivament a casa, en canvi hi ha molts tipus de sabatilles (p.e. les esportives) per portar al carrer.
El personatge de ficció Ventafocs es diu que portava sabatilles de vidre.

## Usades pel Papa
El papa Benet XVI porta unes plantofes de pell "vermell escarlata" amb mitjons blancs. Contrari a l'especulació inicial, el Vaticà va anunciar que els mocassins no són fabricats per Prada, sinó que els proporciona el sabater personal del papa.

## Nota
1. ↑  Alcover, Antoni M.; Moll, Francesc de B. «Xoquí». A: Diccionari català-valencià-balear.  Palma: Moll, 1930-1962. ISBN 8427300255.
2. ↑  Alcover, Antoni M.; Moll, Francesc de B. «Xarrac». A: Diccionari català-valencià-balear.  Palma: Moll, 1930-1962. ISBN 8427300255.
3. ↑  Alcover, Antoni M.; Moll, Francesc de B. «Sabatilla». A: Diccionari català-valencià-balear.  Palma: Moll, 1930-1962. ISBN 8427300255.
4. ↑  «sabatilla». Diccionari de la llengua catalana de l'IEC. Institut d'Estudis Catalans.
5. ↑  
plantofa a Optimot
6. ↑   Diccionario de Arte II (en castellà).  Barcelona: Biblioteca de Consulta Larousse. Spes Editorial SL (RBA), 2003, p.310. DL M-50.522-2002. ISBN 84-8332-391-5 [Consulta: 8 desembre 2014].